# منو بشنو
منو بشنو یا من را بشنو (ترکی: Duy Beni) یک مجموعه تلویزیونی ترکی درام، عاشقانه و جوانانه به کارگردانی علی بالجی، به نویسندگی مکبوله کوسیف، ظفر اوزر چتینل، گلسف کاراگوز، اوکان باشار بهار، آرزو بیچاکچی، بورچو تاتلیسس، فرای گیزم کورت، گورکم تولایز، گورکم تولیز است. اولین قسمت آن در ۷ ژوئیه ۲۰۲۲ پخش شد. از بازیگران آن می‌توان به برک هاکمان، اگه کوکنلی، رابعه سویترک، کانر توپچو و سمیه آیدوگان اشاره کرد. این سریال با بیست قسمت به‌پایان رسید که در ۱۷ نوامبر ۲۰۲۲ پخش شد.

## بازیگران
- سلیم بندر (برک هاکمان)، (۱-۱۲)
- بهار آیدین (اگه کوکنلی)، (۱-۱۱)
- اکیم گولریوز (رابعه سویترک)، (۱-۲۰)
- کانات گونای (کانر توپچو)، (۱-۲۰)
- ملیسا گرچک (سمیه آیدوگان)، (۱-۲۰)
- لیلا ارتنر (هلین کاندمیر)، (۱-۲۰)
- عزیز گونای (بوراک جان)، (۱-۲۰)

- فکرت توسون (دورول بازان)، (۱-۱۶)
- ریزا گونای (مورات دالتابان)، (۱-۱۹)
- بکیر کاپلان (تاها بورا الکوجا)، (۱-۲۰)
- جوی گولریوز (فریده چتین)، (۱-۲۰)
- هلیل کاپلان (آیتاک یوزون)، (۱-۲۰)
- اوزان یلماز (اتکو کوسکون)، (۱-۲۰)
- آیشه کاراجا (گوکچه گونز دوگروز)، (۱-۲۰)
- هازال دمیر (ملتم آکچول)، (۱-۲۰)
- سونا گونای (یلیز آکایا)، (۱-۲۰)
- هتیس کاراکا (الیف کاکمان)، (۱-۲۰)
- سیدات کاراکا (بدر بدر)، (۱-۲۰)
- داغان کارا (ابراهیم یلدیز)، (۱-۲۰)
- سلجوق (حمدی آلپ)، (۱-۲۰)
- سلیمان گرچک (آلپر آتاک)، (۱-۲۰)
- ایس آی (دیلارا سامبول)، (۱-۲۰)
- ناز دورو (یاسمین برکیش)، (۱-۲۰)
- سیدا آستن (سنا جنتورک)، (۱-۲۰)
- امینه ساکان (جمره اوزیمان)، (۱-۲۰)
- اصلی (عزت یاکسیک)، (۱-۲۰)
- شوکران ارتنر (بدیا انر)، (۱-۲۰)
- درویش دمیر (اوفوک اوزکان) (۱۳-۱۸)
- آتش آتاهانلی (میرو گیرده ارکایا) (۱۳-۲۰)
- برکای گی ترکمن (توگبا اولوی) (۱۷-۱۹)